# (73020) 2002 EE68
(73020) 2002 EE68 – planetoida z pasa głównego asteroid okrążająca Słońce w ciągu 3,56 lat w średniej odległości 2,33 j.a. Odkryta 13 marca 2002 roku.